# Monothalamea
Los monotálamos (Monothalamea) son una clase de foraminíferos bentónicos (filo Foraminifera) que presentan conchas con una sola cámara (monocamerados o monotálamos) de donde deriva su nombre. La pared de la concha es orgánica o aglutinada. Su rango cronoestratigráfico conocido abarca desde el Cámbrico hasta el presente. No obstante, se ha propuesto que este grupo (que incluye los órdenes Allogromiida y Astrorhizida) procede de una gran radiación evolutiva en el Neoproterozoico, antes de la aparición de los foraminíferos multicamerados (politálamos). El grupo es probablemente parafilético, aunque su filogenia todavía no ha sido resuelta.

## Discusión
De acuerdo a estudios de filogenia molecular con especies actuales, Monothalamea es un grupo parafilético y, por tanto, debería ser tratado como un grupo informal (monotalámidos). Comprende el ancestro del resto de foraminíferos, e incluye  los órdenes Allogromiida y Astrorhizida, y probablemente también a los komokiodeos (superfamilia Komokioidea y/o orden Komokiida) y xenofióforos (subclase Xenophyophoria y/o clase Xenophyophorea). Son necesarios nuevos análisis filogenéticos para identificar cuántos linajes monotálamos independientes existen y precisar mejor sus subdivisiones taxonómicas. Algunos estudios recientes de filogenia molecular indican que la diversidad de linajes entre los monotalámidos es enorme. El grupo debería ser rebajado a la categoría de subclase (subclase Monothalamia) si los foraminíferos son finalmente considerados una clase (clase Foraminifera).

## Clasificación
Monothalamea incluye a los siguientes órdenes:
- Orden Allogromiida
- Orden Astrorhizida

Otros taxones considerados en este grupo han sido:
- Orden Komokiida
- Subclase Xenophyophoria